# Пандемија ковида 19 у Њу Брансвику
Пандемија ковида 19 у Њу Брансвику је вирусна пандемија болести корона вируса 2019 (ковид 19), нове заразне болести узроковане тешким акутним респираторним синдромом коронавирус 2 (САРС-КоВ-2). Провинција Њу Бранзвик је међу првих осам са највише случајева (од десет провинција и три територије) ковида 19 у Канади а први случај у Њу Брансвику је званично потврђен 11. марта 2020.
У првом случају Њу Бранзвика, особа се вратила у југоисточни Њу Бранзвик из Француске и самоизоловала се код куће. Други случај је био због блиског контакта са инфицираном особом.
Дана 3. јула, Њу Бранзвик се придружио трима другим провинцијама како би формирао Атлантски мехур, који је омогућио слободно путовање међу провинцијама чланицама, али је ограничио приступ путницима ван провинција. Међутим, ово је суспендовано у новембру 2020 а поново отворено у пролеће 2021, а затим поново суспендовано у јесен 2021, због све већег броја случајева.
До 19. јануара 2022, Њу Бранзвик је пријавио 24.001 случај, са 19.507 опорављених и 196 смртних случајева.

## Историјат
До 20. новембра, Ње Брунсвик је пријавио 401 случај, а први је пријављен 11. марта. У првом случају Њу Бранзвика, особа се вратила у југоисточни Њу Бранзвик из Француске и самоизоловала се код куће.[1] Други случај је био блиски контакт. The second case was a close contact.
Покрајина је 15. марта пријавила још четири претпостављена случаја у централном делу покрајине.
Дана 16. марта, Нев Брунсвик је потврдио још један случај и најавио још један претпостављени случај, чинећи укупно 2 потврђена случаја и 5 претпостављених. Дана 17. марта потврђен је осми случај, где је било дете у питању. Ово је прво дете у покрајини које се заразило.
Дана 18. марта пријављена су три нова случаја, два у централном делу покрајине и још један у југоисточном делу покрајине, чиме је укупан број потврђених и претпостављених случајева у покрајини порастао на 11. Дана 21. марта објављено је шест нових случајева, пет у јужном делу покрајине и још један у централном делу покрајине, чиме је укупан број потврђених и претпостављених случајева у покрајини порастао на 17.
Међутим, 23. марта је објављено да се претпостављени позитивни више не морају слати у Националну микробиолошку лабораторију (НМЛ) у Винипегу на потврдно тестирање, чиме су потврђени сви претпостављени случајеви у провинцији у то време.
У југоисточном делу покрајине 24. марта потврђен је 18. случај ковида 19 у Њу Брансвику. Ово укључује: осам случајева ковида 19 у здравственој зони бр. 3 (Фредериктон, околна подручја и централни Њу Брунсвик), још шест случајева у здравственој зони бр. 2 (Сент Џон и већи део обале Фунди) и четири случаја у здравственој зони # 1 (Монктон и југоисточни Њу Брансвик).
Дана 25. марта, у Њу Брунсвику је објављено осам нових случајева, чиме је укупно 26. Један случај је био у болници, али не и на интензивној нези. Сви нови случајеви су међу путницима изван покрајине или међу блиским контактима путника. Број случајева је 26. марта повећан на 33 и 27. марта на 45 заражених.
Током редовне поподневне покрајинске конференције за новинаре 27. марта објављено је да је од 12 објављених нових случајева 11 везано за путовања. Преостали случај се не може утврдити као скорашњи путник ван провинције или блиски контакт са неким, тако да може представљати као први случај преношења у самој заједници у провинцији.
Епидемија се догодила у области Кембелтон крајем маја, повезана са лекаром који се вратио са путовања из Квебека. 41 особа је заражена током ове епидемије и довела је до две смрти.
У јуну 2020, премијер провинције Острво Принца Едварда, Денис Кинг, предложио је да би путовање између провинција у атлантском региону могло бити дозвољено већ почетком јула. Кинг је у разговору између њега и осталих премијера 10. јуна тврдио да постоји договор о томе. На питање ЦБЦ-а, остали премијери су изразили опрез у вези са „атлантским балоном“.
Један случај везан за путовања пријављен је 9. јула у региону Фредериктон.
Дана 7. октобра 2020. објављено је 17 нових случајева у Нотр-Дам Манор, дому за специјалну негу у Монктону.
Дана 24. септембра 2021. године, здравствени званичници Њу Брунсвика објавили су рекордно повећање заражених у једном дану од 78 нових случајева ковида 19, заједно са још 3 смртна случаја, чиме је укупан број умрлих од почетка пандемије достигао 52. Међутим, 26. септембра 2021. овај рекорд је поново оборен са здравственим званичницима који су пријавили 82 нове инфекције. Дана 30. септембра 2021. здравствени званичници су објавили 99 нових инфекција, што је највећи број нових инфекција од почетка пандемије. Провинција Њу Бранзвик је забележила 690 активних случајева до 30. септембра 2021, што је највећи број активних случајева који је покрајина видела до тада. Већина активних случајева у провинцији била је у централно-западном региону, укључујући Фредериктон, и југоисточном региону Монктон.
Дана 2. октобра 2021. године, покрајина је забележила 140 нових случајева ковида 19, са 49 опорављених и четири смртна случаја, чиме је активни број случајева у Њу Бранзвику достигао 764.  Овиме је оборен претходни рекорд од 99 нових случајева 30. септембра 2021. Хоспитализације у покрајини порасле су на 44 и 17 на интензивној.
Дана 5. октобра 2021. године, званичници у Њу Брансвику су објавили да ће од 8. октобра 2021. у 23:59 здравствене зоне Њу Брансвика, северни део зоне 3 од Дирвила и Флоренсвил-Бристол и сва зона 4 ући у двонедељну рестрикцију. Ова најава је одговор на рекордан број случајева и хоспитализације у тим областима.
Дана 20. децембра 2021, Њу Бранзвик је имао највише активних случајева рачунајући друге атлантске провинције.

## Владине мере
Покрајинска влада је 13. марта објавила да ће све школе у Њу Брансвику бити затворене до 29. марта. Објава у то време није односила на вртиће, али су оне затворене три дана касније. Шеснаестог марта, главни здравствени службеник др Џенифер Расел препоручила је да се све јавне просторије и одређени пословни простори затворе од 17. марта. Они такође траже од власника ресторана да ограниче број гостију на половину капацитета својих капацитета. Наруџбине за понети, испоруке и услуге превоза би биле дозвољене. Влада је такође најавила да ће све небитне државне службе бити затворене до даљњег.
Покрајина је 19. марта прогласила ванредно стање.
Дана 3. јула, покрајина је заједно са три друге атлантске провинције (Њуфаундленд и Лабрадор, Острво Принца Едварда и Нова Шкотска) укинула међусобна ограничења путовања како би формирала Атлантски мехур, дозвољавајући становницима четири провинције да путују без самоизолације 14 дана. Међутим, ово је суспендовано у новембру.